# Тувенель, Жан-Кристоф
Жан-Кристо́ф Тувене́ль (фр.  	Jean-Christophe Thouvenel; 8 октября 1958, Кольмар, Франция) — французский футболист, Олимпийский чемпион—1984. Выступал на позиции защитника.

## Карьера

### Клубная
Первым профессиональным клубом Тувенеля был «Серветт». Защитник выступал за швейцарский клуб с 1975 по 1978 год и за это время три раза становился вице-чемпионом страны и однажды (в сезоне 1977/78) обладателем национального кубка.
Сезон 1978/79 Жан-Кристоф Тувенель провёл в клубе «Париж». По итогам сезона на счету защитника было 34 сыгранных матча и 3 забитых гола; клуб же занял предпоследнее, 19-е место в чемпионате и покинул Дивизион 1. Тувенель, несмотря на результат столичного клуба, остался выступать в сильнейшей футбольной лиге Франции, став игроком «Бордо».
Жан-Кристоф Тувенель защищал цвета «Бордо» с 1979 по 1991 год. За это время защитник сыграл за команду 489 матчей в различных турнирах, трижды становился чемпионом и дважды - обладателем кубка Франции. С 1981 по 1989 год Тувенель регулярно выступал за «Бордо» в еврокубках. В сезоне 1984/85 защитник в составе своего клуба дошёл до полуфинала Кубка чемпионов, а два года спустя — до аналогичной стадии Кубка кубков.
По окончании сезона 1990/91 Жан-Кристоф Тувенель перешёл в «Гавр». За клуб из Верхней Нормандии футболист играл на протяжении 2 сезонов, после чего завершил карьеру игрока.

### В сборной
Тувенель сыграл первый матч за первую сборную Франции 31 мая 1983 года. В товарищеской встрече со сборной Бельгии игрок вышел в стартовом составе и отыграл 90 минут..
Всего защитник сыграл 4 матча за национальную команду, 2 из которых — в рамках отборочного турнира к чемпионату Европы—88. В последний раз футболист выступал за сборную в матче против Норвегии 16 июня 1987 года
.
В составе олимпийской сборной Франции Жан-Кристоф Тувенель принимал участие в Олимпиаде—84. Он провёл в рамках турнира 5 матчей и стал олимпийским чемпионом.

## Статистика
| Матчи Тувенеля за сборную Франции | Матчи Тувенеля за сборную Франции | Матчи Тувенеля за сборную Франции | Матчи Тувенеля за сборную Франции | Матчи Тувенеля за сборную Франции | Матчи Тувенеля за сборную Франции | Матчи Тувенеля за сборную Франции |
| --------------------------------- | --------------------------------- | --------------------------------- | --------------------------------- | --------------------------------- | --------------------------------- | --------------------------------- |
| №                                 | Дата                              | Оппонент                          | Счёт                              | Голы Тувенеля                     | Соревнование                      |                                   |
| 1                                 | 31 мая 1983                       | Бельгия                           | 1:1                               | 0                                 | Товарищеский матч                 |                                   |
| 2                                 | 19 августа 1986                   | Швейцария                         | 0:2                               | 0                                 | Товарищеский матч                 |                                   |
| 3                                 | 29 апреля 1987                    | Исландия                          | 2:0                               | 0                                 | Отборочный матч ЧЕ—1988           |                                   |
| 4                                 | 16 июня 1987                      | Норвегия                          | 0:2                               | 0                                 | Отборочный матч ЧЕ—1988           |                                   |

Итого: 4 матча; 1 победа, 1 ничья, 2 поражения.

## Достижения

### Командные
Франция (олимп.)
- Олимпийский чемпион (1): 1984

 Серветт
- Вице-чемпион Швейцарии (3): 1975/76, 1976/77, 1977/78
- Обладатель кубка Швейцарии (1): 1977/78

 Бордо
- Чемпион Франции (3): 1983/84, 1984/85, 1986/87
- Вице-чемпион Франции (3): 1982/83, 1987/88, 1989/90
- Обладатель кубка Франции (2): 1985/86, 1986/87

### Личные
- 495 матчей в чемпионате Франции (21-й результат в истории)